# Trogoderma octaedron
Trogoderma octaedron is een keversoort uit de familie spektorren (Dermestidae). De wetenschappelijke naam van de soort werd in 1943 gepubliceerd door Paul de Peyerimhoff de Fontenelle.